# Bursera heterophylla
Bursera heterophylla är en tvåhjärtbladig växtart som beskrevs av Adolf Engler. Bursera heterophylla ingår i släktet Bursera och familjen Burseraceae. Inga underarter finns listade i Catalogue of Life.